# 1995 en Norvège
Chronologie de la Norvège
- 1991
- 1992
- 1993
- 1994
- 1995
- 1996
- 1997
- 1998
- 1999

Cet article présente les faits marquants de l'année 1995 en Norvège ou relatifs à la Norvège.

## Gouvernance
- Harald V est roi de Norvège.
- Gro Harlem Brundtland est le chef du gouvernement.

## Événements
- 25 janvier : une fusée sonde norvégienne de type Black Brant XII  destinée à l'étude des aurores boréales, lancée de Andøya à 7 heures du matin, heure locale (10 heures à Moscou), en direction de l’île de Spitzberg met le système de défense russe en alerte[1].
- La Norvège a participé au Concours Eurovision de la chanson 1995 à Dublin, en Irlande. C'est la 35e participation et la 2e victoire norvégienne au Concours Eurovision de la chanson.

## Sport
- Les Championnats du monde de patinage de vitesse sur piste courte 1995 se déroulent du 17 au 19 mars 1995 à Gjøvik en Norvège.
- Le championnat d'Europe féminin de football 1995 s'est déroulé entre le 15 août 1993 et le 26 mars 1995. Il s'agit de la 6e édition du Championnat d'Europe féminin de football organisé par l'UEFA qui se tient tous les deux ans.
- Les Championnats du monde juniors de ski alpin 1995 sont la quatorzième édition des Championnats du monde juniors de ski alpin. Ils se déroulent du 16 au 21 mars 1995 à Voss, en Norvège.

## Culture
- Eggs, film norvégien réalisé par Bent Hamer, sorti en 1995.
- Kjærlighetens kjøtere (littéralement « les salopards de l'amour », traduit en anglais sous le titre de Zero Kelvin), film norvégien réalisé par Hans Petter Moland, sorti en 1995.

## Naissances
- Naissance en Norvège en 1995

## Décès
- Décès en Norvège en 1995